# Anar Salmanov
Anar Salmanov (Bakoe, 4 oktober 1980) is een Azerbeidzjaans voormalig voetbalscheidsrechter. Hij was in dienst van FIFA en UEFA tussen 2010 en 2014. Ook leidde hij van 2003 tot 2014 wedstrijden in de Premyer Liqası.
Op 7 juli 2011 debuteerde Salmanov in Europees verband tijdens een wedstrijd tussen Tromsø IL en FK Daugava in de UEFA Europa League; het eindigde in 2–1 en de Azerbeidzjaanse scheidsrechter gaf zes gele kaarten. Zijn eerste interland floot hij op 7 juni 2011, toen Wit-Rusland met 2–0 won van Luxemburg. Tijdens dit duel gaf Salmanov tweemaal een gele kaart.

## Interlands
| Datum            | Plaats             | Wedstrijd               | Uitslag | Competitie           | Kreeg geel | Kreeg voor de tweede keer geel en dus rood | Weggestuurd |
| ---------------- | ------------------ | ----------------------- | ------- | -------------------- | ---------- | ------------------------------------------ | ----------- |
| 7 juni 2011      | Minsk, Wit-Rusland | Wit-Rusland – Luxemburg | 2 – 0   | EK 2012 kwalificatie | 2          | 0                                          | 0           |
| 7 september 2012 | Pontevedra, Spanje | Spanje – Saoedi-Arabië  | 5 – 0   | Vriendschappelijk    | 1          | 0                                          | 0           |
| 12 oktober 2012  | Pilsen, Tsjechië   | Tsjechië – Malta        | 3 – 1   | WK 2014 kwalificatie | 0          | 0                                          | 0           |